# Juan Boza Sánchez
Juan Boza Sánchez, nació en Camagüey, Cuba, en el año 1941. Murió en la ciudad de Nueva York, EE. UU. el 5 de marzo de 1991.
Desde 1960 a 1962 estudió en la Escuela Nacional de Artes Plásticas San Alejandro, La Habana. A partir de este año y hasta 1964 lo hizo en la Escuela Nacional de Arte (ENA), La Habana, Cuba.

## Exposiciones Personales
En el año 1964 presenta una exposición personal en la Galería Provincial de Camagüey, Cuba. En 1968 lo hace con "Boza. Gouaches, Dibujos y Litografías". Galería de La Habana y en 1983 expone "Juan Boza. Black Mysticism". Intar Latin American Gallery, Nueva York, EE. UU. En 1984 exhibe en el Museum of African Americans, Búfalo, Nueva York, EE. UU. En 1990 presentó "Juan Boza's World" en la Ollantay Gallery, Nueva York, EE. UU.

## Exposiciones Colectivas
Haciendo una selección de las exposiciones colectivas en que se presentó podemos mencionar en "1960 Libertad para Siqueiros". Edificio Seguro Médico. En 1970 expuso en el "Salón 70". Museo Nacional de Bellas Artes, La Habana y en "25 Grabados Latinoamericano". Galería Pablo Picasso, México, D. F. y en la IV Bienal Americana del Grabado. Santiago de Chile. En el año 1975 participó en la 9th. International Print Biennial. Museum of Modern Art, Tokio, Japón. En 1983 se presentó en la Sexta Bienal de San Juan del Grabado Latinoamericano. Arsenal de la Marina, San Juan, Puerto Rico. En 1984 estuvo en la Third Latin American Graphic Art Biennial.

## Premios
En su carrera ha sido acreedor de premios como en 1967 el Premio Portinari en Litografía. Exposición de La Habana 1967, Galería Latinoamericana, Casa de las Américas, La Habana. En 1968 el Premio. Salón Nacional de Dibujo 1967, Galería de La Habana entre otros

## Colecciones
Su trabajo se encuentra en las colecciones de la British Broadcasting Corporation (BBC), Londres, Reino Unido. En la Casa de las Américas, La Habana, en Cintas Foundation INC, Nueva York, EE. UU. en el Museo de la Universidad Autónoma de México, México, D. F., y en el Museo Nacional de Bellas Artes, La Habana, Cuba
- Datos: Q5947978